# Österreichisches Bank-Archiv
Die Zeitschrift Österreichisches Bank-Archiv (ÖBA) – Zeitschrift für das gesamte Bank- u. Sparkassen-, Börsen- und Kreditwesen war eine monatlich erscheinende finanzwirtschaftliche Fachzeitschrift, die 1952 von Hans Krasensky gegründet wurde. Sie behandelte die Themenbereiche Bankmanagement, Bankrecht und Kapitalmarkt. Die Zeitschrift erschien monatlich mit den Bandnummern 1 bis 35 von 1952 bis 1987. Herausgeber war die Österreichische Bankwissenschaftliche Gesellschaft.
Nachfolger ab 1988 war die Fachzeitschrift Bank-Archiv – Zeitschrift für das gesamte Bank- und Börsenwesen. Diese setzte die Bandnummerierung des Österreichischen Bank-Archivs fort und erschien 1988 mit der Bandnummer 36.